# Mareil-sur-Loir

Mareil-sur-Loir este o comună în departamentul Sarthe, Franța. În 2009 avea o populație de 614 de locuitori.